# Victoria Coeln
 (décembre 2024).
Victoria Coeln (née le 20 décembre 1962 à Vienne) est une artiste autrichienne travaillant avec la lumière.

## Biographie
Victoria Coeln étudie la décoration à l'académie des beaux-arts de Vienne ainsi que les mathématiques à l'université de Vienne et à l'université technique de Vienne. L'artiste est surtout connue pour ses grandes installations lumineuses dans l'espace public. Elle fait des installations en deux et trois dimensions permanentes et temporaires. Elle utilise le verre dichroïque dans une technique qui rappelle la taille-douce. Ces installations appelées Chromotopes sont parfois accompagnées de musique et des lieux d'interaction sociale.

## Source de la traduction
- (de) Cet article est partiellement ou en totalité issu de l’article de Wikipédia en allemand intitulé « Victoria Coeln » (voir la liste des auteurs).